# Abdelhamid Abaaoud
Abdelhamid Abaaoud (in arabo عبد الحميد أبا عود‎?, ʿAbd al-Ḥamīd Abā ʿAwd; Anderlecht, 8 aprile 1987 – Saint-Denis, 18 novembre 2015) è stato un terrorista belga di origine marocchina.
Conosciuto anche con i suoi nomi di battaglia di Abū ʿOmar Soussi o Abū ʿOmar al-Baljīkī, («Abū ʿOmar il Belga») ovvero ʿAbd al-Ḥamīd Abā ʿAwd, è stato un militante jihadista associato agli attentati organizzati dalla cellula di Verviers del gennaio 2015 (alla sede di Charlie Hebdo). È sospettato di essere uno degli organizzatori tattici ed operativi degli attentati di Parigi del 13 novembre dello stesso anno.

## Biografia
Il padre di Abdelhamid Abaaoud giunse in Belgio nel 1975 e, sperando in un futuro ambizioso per i suoi tre figli, ʿAbd al-Ḥamīd fu iscritto coi suoi due fratelli nel Collège Saint-Pierre à Uccle. Condannato per rapina, conosce nel 2010 in carcere Salah Abdeslam, uno dei principali autori della strage di Parigi del novembre 2015 Diventa una delle figure maggiormente mediatiche del gihadismo belga per la sua attività sui social network dal 2013 in poi. È d'altronde considerato da vari mesi dai servizi di intelligence francesi come uno dei principali architetti dei piani d'attacco miranti a colpire il territorio francese.
Raggiunge i ranghi di Da'esh in Siria. Agli inizi del 2014, appare sorridente in un video girato ad Azaz, al volante di un'automobile, impegnato a oltraggiare i cadaveri dei "ribelli" uccisi nei combattimenti. Un'inchiesta ha permesso di stabilire che Abdelhamid Abaaoud era entrato in contatto con Mehdi Nemmouche nel gennaio del 2014, quattro mesi prima del quadruplo assassinio del Museo ebraico a Bruxelles. Ha inoltre fatto parte del gruppo di fuoco al quale apparteneva anche Mehdi Nemmouche.
Il 15 gennaio 2015 viene associato agli eventi di Verviers. Poi torna in Siria dove concede un'intervista alla rivista di Da'esh, Dābiq, in cui si fa beffe delle forze di sicurezza belghe. Diventa tristemente noto per aver addestrato suo fratello, appena tredicenne, Younès, per il Jihād in Siria. È in particolare sospettato di aver indottrinato i fratelli Abdeslam. Il suo nome compare anche nei tre dossier terroristici con diverse imputazioni: l'affare del Thalys, l'attacco previsto a una chiesa di Villejuif da parte di Sid Ahmed Ghlam e il progetto di attentato a una sala di concerto nell'agosto del 2015. Il 18 novembre 2015 è stato accertato dalle autorità francesi che Abaaoud è stato ucciso in un'operazione di polizia a Saint-Denis, conclusasi con 5 arresti e 3 morti, tra cui appunto Abaaoud.